# Jarnostów
Jarnostów (pot. Jarnostaw) – część wsi Janisławice w Polsce, położona w województwie wielkopolskim, w powiecie ostrowskim, w gminie Sośnie. Wchodzi w skład sołectwa Janisławice.
W latach 1975–1998 Jarnostów należał administracyjnie do  województwa kaliskiego.